# Trylogia
Trylogia – cykl dzieł składający się z trzech utworów, z których każdy stanowi zamkniętą i integralną całość. Dzieła w trylogii łączą zwykle takie cechy, jak tematyka, czy grupa postaci.

## Trylogie literackie
W trylogiach literackich dzieła tworzą cykl literacki (na przykład powieści).
- Henryk Sienkiewicz – Trylogia Sienkiewicza
  - Ogniem i mieczem (1884)
  - Potop (1886)
  - Pan Wołodyjowski (1888)
- Ajschylos – Oresteja (trylogia dramatyczna)
  - Agamemnon (Oresteja)
  - Ofiarnice (Oresteja)
  - Eumenidy (Oresteja)
- Alexandre Dumas (ojciec) – trylogia o muszkieterach
  - Trzej muszkieterowie
  - Dwadzieścia lat później
  - Wicehrabia de Bragelonne
- Zofia Kossak – trylogia poświęcona wyprawom krzyżowym
  - Krzyżowcy 1935
  - Król trędowaty 1937
  - Bez oręża 1937
- Krystyna i Alfred Szklarscy – trylogia indiańska Złoto Gór Czarnych
  - Orle pióra (1974)
  - Przekleństwo złota (1977)
  - Ostatnia walka Dakotów (1979)
- Andrzej Sapkowski – Trylogia husycka
  - Narrenturm (2002)
  - Boży bojownicy (2004)
  - Lux perpetua (2006)
- Clive Staples Lewis – Trylogia międzyplanetarna
  - Z milczącej planety
  - Perelandra
  - Ta ohydna siła
- Juliusz Verne – tzw. duża trylogia z kapitanem Nemo
  - Dzieci kapitana Granta (1868)
  - Dwadzieścia tysięcy mil podmorskiej żeglugi (1869-1870)
  - Tajemnicza wyspa (1874)
- Juliusz Verne – tzw. mała trylogia z Klubem Puszkarzy
  - Z Ziemi na Księżyc (1865)
  - Wokół Księżyca (1869)
  - Świat do góry nogami (1889)
- Jerzy Żuławski – Trylogia księżycowa
  - Na srebrnym globie
  - Zwycięzca
  - Stara Ziemia
- Émile Zola Trzy miasta
  - Lourdes
  - Rzym
  - Paryż
- John Jakes – Północ Południe
  - Północ i Południe
  - Miłość i Wojna
  - Niebo i Piekło
- Gene Brewer – K-PAX
  - K-PAX (1995)
  - Na promieniu światła (On a Beam of Light, 2001)
  - Światy prota (The Worlds of prot, 2002)
- Philip Pullman Mroczne materie
  - Zorza Północna
  - Zaczarowany Nóż
  - Bursztynowa Luneta
- Mario Puzo i Mark Winegardner Ojciec chrzestny
  - Ojciec chrzestny
  - Powrót ojca chrzestnego
  - Zemsta ojca chrzestnego
- Karel Čapek (bez nadrzędnego tytułu)
  - Hordubal
  - Meteor (powieść)
  - Zwyczajne życie (Čapek)
- Jurij Dold-Mychajłyk - Grigorij Gonczarenko[2]
  - Baron von Goldring 1956
  - Czerni rycerze 1964
  - Burza nad Sprewą 1965
- Timothy Zahn – Trylogia Thrawna
  - Dziedzic Imperium (Heir to the Empire, 1991)[3]
  - Ciemna strona Mocy (Dark Force Rising, 1992)[4]
  - Ostatni rozkaz (The Last Command, 1993)[5]

Za trylogię bardzo często uznawana jest błędnie książka J.R.R. Tolkiena Władca Pierścieni. Jest to jednak jedna powieść w sześciu częściach (plus dodatki), wydawana najczęściej w trzech tomach. Ze względu na pokaźną objętość i wysoką cenę papieru w powojennej Anglii, zdecydowano się (mimo sprzeciwu Tolkiena) na podział książki na trzy tomy, w celu uczynienia jej bardziej dostępną.

## Trylogie filmowe
Trylogia filmowa – cykl filmów składający się z trzech utworów filmowych.
- Batman – tzw. trylogia Christophera Nolana (Batman: Początek, Mroczny rycerz, Mroczny rycerz powstaje)
- Krzyk (Krzyk, Krzyk 2 i Krzyk 3 w latach 1996–2000; później sequel)
- Matrix
- Od zmierzchu do świtu
- Ojciec Chrzestny (Ojciec chrzestny oraz druga i trzecia część serii)
- Powrót do przyszłości
- tzw. Trylogia Husycka Otakara Vávry: Jan Hus, Jan Žižka, Proti všem (prod. Czechosłowacja), 1954–1956
- tzw. trylogia zabużańska Sylwestra Chęcińskiego (Sami swoi, Nie ma mocnych, Kochaj albo rzuć), 1967–1977
- trylogia o panu Anatolu (Kapelusz pana Anatola, Pan Anatol szuka miliona, Inspekcja pana Anatola), 1957–1959
- trylogia o Jasonie Bournie (Tożsamość Bourne’a, Krucjata Bourne’a i Ultimatum Bourne’a)
- Trzy kolory
- tzw. Trylogia dolarowa (cykl trzech westernów w reżyserii Sergio Leonego z Clintem Eastwoodem w roli głównej)
- Władca Pierścieni
- Hobbit
- tzw. Trylogia Trzech Matek Dario Argento: Odgłosy, Inferno, Matka łez

Na uwagę zasługuje cykl Gwiezdne wojny, w którego skład weszły trzy odrębne trylogie. W efekcie filmowa saga Gwiezdnych wojen stała się trylogią trylogii.